# Matholmen
Matholmen är en ö i Finland. Den ligger i Finska viken och i kommunen Sjundeå i den ekonomiska regionen  Helsingfors i landskapet Nyland, i den södra delen av landet. Ön ligger omkring 37 kilometer väster om Helsingfors.
Öns area är 2 hektar och dess största längd är 200 meter i öst-västlig riktning. Ön höjer sig omkring 15 meter över havsytan.